# Ronald Raldes
Ronald Raldes Balcázar, conhecido como Ronald Raldes (Santa Cruz de la Sierra, 20 de abril de 1981) é um ex-futebolista boliviano que atuava como zagueiro. Joga atualmente pelo Oriente Petrolero.

## Seleção nacional
Raldes integrou a Seleção Boliviana de Futebol a partir de 2001, vindo a ser seu capitão. Em 2015 aposentou-se da mesma.